# ألكسي رايديتشيفيتش
ألكسي رايديتشيفيتش Branko Radičević (28 مارس 1824 – 1 يوليو 1853) شاعر صربي. 
يعتبر من أهم الشعراء الصرب في القرن التاسع عشر، ومؤسس للشعر الغنائي الصربي الحديث.

## روابط خارجية
- ألكسي رايديتشيفيتش على موقع الموسوعة البريطانية (الإنجليزية)